# 121633 Ronperison
121633 Ronperison è un asteroide della fascia principale. Scoperto nel 1999, presenta un'orbita caratterizzata da un semiasse maggiore pari a 3,0903016 UA e da un'eccentricità di 0,1904172, inclinata di 9,89757° rispetto all'eclittica.